# Giuramento di Leone III
Il Giuramento di Leone III (o Giustificazione di Leone III) è un affresco (circa 670x500 cm) di Raffaello e aiuti, databile al 1516-1517 e situato nella Stanza dell'Incendio di Borgo, una delle Stanze Vaticane.

## Storia
Raffaello iniziò a lavorare alla terza delle Stanze non molto dopo l'elezione di Leone X. Il pontefice, forse ispirandosi alla scena dell'Incontro tra Leone Magno e Attila nella Stanza di Eliodoro, in cui aveva fatto inserire il proprio ritratto al posto di quello di Giulio II, scelse come tema della decorazione la celebrazione dei pontefici col suo stesso nome, Leone III e IV, nelle cui storie, tratte dal Liber Pontificalis, si potevano cogliere allusioni al pontefice attuale, alle sue iniziative e al suo ruolo.
La prima scena ad essere completata fu l'Incendio di Borgo, che diede poi il nome alla stanza. In essa gli interventi autografi del maestro sono ancora consistenti, mentre negli episodi successivi i nuovi impegni presi col pontefice (alla Basilica vaticana e agli arazzi per la Sistina in primis) resero necessario un intervento sempre più cospicuo degli aiuti, tra cui spiccavano Giulio Romano, Giovan Francesco Penni e Giovanni da Udine.
In particolare nel Giuramento di Leone III mostra una stesura ormai scadente, riferita per lo più al Penni, a Giovanni da Udine, o a Raffaellino del Colle. Nell'architrave della finestra due false tabelle riportano iscrizioni che ricordano il termine dell'affresco o della stanza: "LEO. X. PONT. MAX. ANNO. CHRISTI. MCCCCCXVII. PONTIFICAT. SVI. ANNO. IIII.". Durante la Repubblica Romana instaurata dai giacobini e successivamente nel periodo napoleonico, i francesi elaborarono alcuni piani per staccare gli affreschi e renderli portabili. In fatti, venne espressero il desiderio di rimuovere gli affreschi di Raffaello dalle pareti delle Stanze Vaticane e inviarli in Francia, tra gli oggetti spediti al Musee Napoleon delle spoliazioni napoleoniche, ma questi non vennero mai realizzati a causa delle difficoltà tecniche e i tentativi falliti e disastrosi dei francesi presso la Chiesa di San Luigi dei Francesi a Roma.

## Descrizione e stile

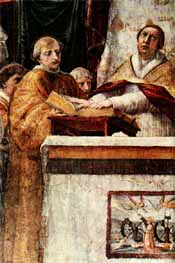
Dettaglio

L'affresco ricorda il giuramento, nell'antica basilica di San Pietro il 23 dicembre 800, col quale Leone III si purificò, "non forzato e da nessuno giudicato", da false accuse dei nipoti di Adriano I, il giorno prima dell'incoronazione di Carlo Magno. Come negli altri affreschi della stanza il papa ha le sembianze di Leone X. Assisterono alla scena l'imperatore (il personaggio con la catena d'oro) e tutto il clero della basilica.
Dall'alto risuonarono le parole, riprodotte sul cartiglio in basso, "Dei non hominum est episcopos iudicare", cioè "Tocca a Dio, non agli uomini giudicare i vescovi". Si tratta di una evidente allusione alla conferma, data nel 1516 dal Concilio Lateranense V, della bolla Unam sanctam di Bonifacio VIII, in cui si sanzionava il principio secondo il quale la responsabilità del pontefice è giudicabile solo da Dio.
La composizione si rifà a quella della Messa di Bolsena, con l'altare al centro in posizione sopraelevata, contornato da un emiciclo di figure, e con alcuni gradini che portano alle due ali inferiori ai lati della finestra, dove si trovano gruppi di soldati e guardie svizzere. Allusivo è il ricamo sul paliotto, che mostra martiri salvati da angeli dal supplizio della ruota dentata.